# Procris (genre)
Pour les articles homonymes, voir Procris.
Genre
Procris est un genre de plantes à fleurs de la famille des Urticaceae. Il a été décrit en 1789 par le botaniste français Antoine-Laurent de Jussieu (1748-1836), à la suite des travaux du naturaliste Philibert Commerson (1727-1773).

## Liste d'espèces
Selon GRIN (12 mars 2017) :
- Procris hypoleuca Steud.
- Procris monandra Buch.-Ham. ex D. Don

Selon The Plant List (12 mars 2017) :
- Procris crenata C.B.Rob.
- Procris pedunculata (J.R. Forst. & G. Forst.) Wedd.

Selon Tropicos (12 mars 2017) (Attention liste brute contenant possiblement des synonymes) :
- Procris acuminata Poir.
- Procris axillaris J.F. Gmel.
- Procris boninensis Tuyama
- Procris cephalida Comm. ex Poir.
- Procris crenata C.B. Rob.
- Procris cyrtandrifolia Zoll. & Moritzi
- Procris excelsa Bertero ex Steud.
- Procris fagifolia Poir.
- Procris frutescens Blume
- Procris gibbosa Wall.
- Procris grandis Wedd.
- Procris humblotii H. Schroet.
- Procris hypoleuca Steud.
- Procris integrifolia D. Don
- Procris laevigata Blume
- Procris lagunensis C.B. Rob.
- Procris latifolia Blume
- Procris littoralis (Sw.) Poir.
- Procris longifolia Blume
- Procris lucida (G. Forst.) Spreng.
- Procris melastomoides Spreng.
- Procris monandra D. Don
- Procris obovata Beck
- Procris obtusa Royle
- Procris parva Blume
- Procris peduncularis Wall. ex Royle
- Procris pedunculata (J.R. Forst. & G. Forst.) Wedd.
- Procris racemosa Royle
- Procris radicans Siebold & Zucc.
- Procris ramiflora (Jacq.) Poir.
- Procris rhizantha Gagnep.
- Procris rugosa Poir.
- Procris rupestris Buch.-Ham. ex D. Don
- Procris sesquifolia Reinw. ex Blume
- Procris sonneratii (Poir.) Spreng.
- Procris torresiana (Gaudich.) Steud.
- Procris urdanetensis Elmer
- Procris urticifolia Poir.
- Procris volubilis Elmer
- Procris wightiana Wall. ex Wedd.